# Božena Viková-Kunětická
Božena Viková-Kunětická, född 30 juli 1862 i Pardubice, död 18 mars 1934 i Libočany, var en tjeckisk författare.
Viková-Kunětická ingick först vid Nationalteatern i Prag, men gifte sig snart med en sockerfabrikant Vik och ägnade sig sedan åt litteraturen. Hon började med smärre skisser i tidskrifter, men övergick sedan till större uppgifter, särskilt rörande äktenskapsfrågan ur social synpunkt.
I sin största roman, Vzpoura (Motstånd; 1899), framställer Viková-Kunětická konflikten mellan kvinnans erotiska och sociala krav och försöker påvisa att moderskapet är kvinnans egentliga mål. Detta och liknande motiv ingår i flertalet av hennes noveller.